# Echinotriton andersoni
Echinotriton andersoni – gatunek płaza ogoniastego z rodziny salamandrowatych (Salamandridae). Występuje na 6 wyspach japońskiego archipelagu Riukiu. Osiąga długość 13–16 cm i zasiedla lasy, stepy oraz bagna. Rozmnaża się od lutego do czerwca. Jest gatunkiem narażonym na wyginięcie w związku z małym obszarem występowania, niszczeniem i degradacją siedlisk oraz nielegalnym handlem.

## Wygląd
Ciało płaskie, szerokie i krępe. Osiąga długość 13–16 cm (z ogonem). Głowa jest szeroka i trójkątna. Ciało ma kolor brązowy lub czarny na grzbiecie i na brzuchu. Spodnia część ogona, kloaka i podeszwy stóp są żółtopomarańczowe. Brak wyraźnego dymorfizmu płciowego. E. andersoni jest blisko spokrewniony z chińskim gatunkiem E. chinhaiensis, od którego różni się obecnością rzędu brodawek biegnących po obu stronach grzebienia grzbietowego.

## Zasięg występowania i habitat
Gatunek ten występuje na sześciu wyspach japońskiego archipelagu Riukiu m.in. na Amami Ōshima i Okinawie. Sądzono, że występował też na Tajwanie, o czym miały świadczyć trzy okazy muzealne, jednak prawdopodobnie tak nie było, a okazy albo pochodzą z wysp Riukiu i błędnie przypisano je do Tajwanu, albo błędnie je zidentyfikowano, bo ich zły stan nie pozwala na precyzyjne ustalenie przynależności gatunkowej (są to częściowo połamane szkielety z niemal całkowicie wyschniętą skórą i mięśniami).
E. andersoni prowadzi głównie naziemny i skryty tryb życia i zasiedla lasy wtórne, wiecznie zielone lasy, stepy oraz bagna. Na wyspie Tokunoshima występuje w pobliżu pól trzciny cukrowej na wysokości 100–200 m n.p.m. Gatunek ten żywi się równonogami, chrząszczami, dżdżownicami oraz pająkami.

## Rozmnażanie i rozwój
Okres godowy trwa od lutego do późnego czerwca, z największą aktywnością od połowy marca do początku kwietnia. Kopulacja ma miejsce na lądzie – samiec zbliża się do samicy i umieszcza spermatofor na ziemi, do którego następnie prowadzi samicę. Sperma samca może być przetrzymywana w kloace samicy do 4 miesięcy. Samica składa duże (średnica 3–3,2 mm), białe, pojedyncze jaja w próchnicy albo pod warstwą gnijących liści w pobliżu stawów, kałuż i potoków. Następnie opady deszczu zmywają świeżo wyklute kijanki do zbiorników wodnych. Kijanki są również w stanie samemu dostać się do takiego zbiornika poprzez czołganie się przez błoto oraz wykonywanie długich skoków.

## Status zagrożenia i ochrona
W Czerwonej księdze gatunków zagrożonych Międzynarodowej Unii Ochrony Przyrody (IUCN) Echinotriton andersoni od 2021 roku klasyfikowany jest jako gatunek narażony (VU, ang. Vulnerable); wcześniej, od 2004 roku uznawano go za gatunek zagrożony (EN, Endangered). Ma on niewielki i poszatkowany zasięg występowania. Zagraża mu niszczenie i degradacja siedlisk, w tym wycinka drzew i wylesianie, śmierć na drogach, a także handel, jako że jest nielegalnie sprzedawany jako zwierzę domowe. W związku ze skrytym trybem życia monitorowanie jego populacji jest utrudnione. Prefektury Okinawa oraz Kagoshima ustanowiły ten gatunek pomnikiem przyrody.